# Pachynomidae
Famille
Les Pachynomidae sont une famille de punaises (insectes hétéroptères) cimicomorphes. Elle compte compte seulement une trentaine d'espèces, et est encore très peu étudiée.

## Description
Ces punaises terrestres, à antennes bien visibles et à yeux composés, de couleur généralement brune, se caractérisent par la présence d'ocelles sur le front (mais absents chez la sous-famille des Pachynominae), par le fait que l'article 2 des antennes est subdivisé, donnant l'apparence d'antennes à cinq articles au lieu de quatre chez l'immense majorité des autres Cimicomorpha. ce deuxième article antennaire comporte une trichobothrie (poil sensible) qui le rapproche des Reduviidae. Le scutellum ne comporte pas de trichobothries sur ses marges latérales, à la différence des Nabidae Prostemmatinae auxquelles elles ressemblent. Le rostre est court (ne va pas au-delà de la tête), recourbé, et apparaît comme ayant trois articles et non quatre comme chez les Thaumastellidae. Les fémurs antérieurs sont très élargis, formant des pattes ravisseuses. De taille plutôt petite, elles mesurent de 3 à 15 mm de long,. Les adultes peuvent présenter des formes brachyptères ou macroptères, bien que ce polymorphisme semble rare.

## Répartition
Les Pachynomidae se rencontrent dans les zones tropicales d'Afrique et d'Asie (Pachynomus, Punctius, une espèce d’Aphelonotus), de Bornéo (Camarochiloides) et d'Amérique latine – du Mexique au Brésil, y compris les Caraïbes (Aphelonotus et Camarochilus).

## Biologie
Ces punaises vivent au sol, où elles chassent apparemment de nuit. Elles sont prédatrices. S'agissant d'une famille très peu étudiée, on ne connaît pas grand chose de plus. En effet, ces punaises sont peu souvent collectées, car de petite taille, et lorsqu'elles le sont, c'est souvent lors de piégeages, donc sans possibilité de connaître leur écologie. Certaines ont été trouvées sous des rondins en décomposition ou des pierres.

## Systématique
La première espèce de Pachynomidae, Pachynomus picipes, a été identifiée en 1830, et classée d'abord dans les Reduviidae. Puis le genre est transféré dans les Nabidae, dans une sous-famille créée pour lui par Stål en 1873. En 1954, l'entomologiste Jacques Carayon montre leur proximité avec les Reduviidae et propose de les considérer comme une famille à part entière, une conception largement reprise et partagée aujourd'hui.
Dans l'approche phylogénique, elle est considérée comme le groupe frère de la famille des Reduviidae, avec lesquelles ses membres partagent plusieurs synapomorphies. Ces deux familles forment ensemble la super-famille des Reduvioidea, le groupe le plus basal de l'infra-ordre des Cimicomorpha.
En 1968, Carayon et Villiers ont révisé la famille et proposé deux sous-familles : les Aphelonotinae (notamment ocelles présents), monotypique, avec le genre Aphelonotus (quinze espèces), révisé par Schuh et al. en 2015, et les Pachynominae (notamment ocelles absents), seize espèces dans quatre genres, Camarochilus, révisé par Weirauch et al. en 2020, Camarochiloides, découvert en 2019, Pachynomus et Punctius.

### Liste des sous-familles et des genres
ITIS (21 avril 2022) n'a pas intégré cette famille dans ses listes. Selon BioLib (21 avril 2022), elle comprend les taxons suivants :
- sous-famille Aphelonotinae Carayon & Villiers
  - genre Aphelonotus Uhler, 1894, quinze espèces actuelles.
- sous-famille Pachynominae Stål, 1873
  - genre Pachynomus Klug in Ehrenberg, 1830, avec trois espèces (Afrique à Inde)

Il manque toutefois, pour cette dernière sous-famille, les trois genres suivants (deux sont mentionnés par NCBI (21 avril 2022), qui oublie cependant Pachynomus et Punctius) :
- genre Camarochilus Harris, 1930, dix espèces à ce jour, genre exclusivement néotropical.
- genre Camarochiloides Chen, Liu, Li & Cai, 2019 une seule espèce à ce jour (endémique de Bornéo).
- genre Punctius Stål, 1873, deux espèces (l'une d'Afrique tropicale, l'autre d'Inde).